# Едельміро Аревало
Едельміро Аревало (ісп. Edelmiro Arévalo; 7 січня 1929, Вільяррика — 3 січня 2008) — парагвайський футболіст, що грав на позиції захисника у клубі «Олімпія» та збірній Парагваю. Учасник чемпіонату світу 1958 року у Швеції, кількаразовий учасник розіграшів Кубка Америки, у складі «Олімпії» — фіналіст Кубка Лібертадорес.

## Клубна кар'єра
Едельміро Аревало народився у місті Вільяррика. Усю свою кар'єру гравця він провів у клубі «Олімпія» з Асунсьйона. з яким неодноразово вигравав першість країни. У 1960 році разом із командою став фіналістом першого розіграшу Кубка Лібертадорес, наступного року дійшов із командою до півфіналу Кубка Лібертадорес.
У збірній країни Аревало дебютував у 1955 році. У складі парагвайської збірної він грав на чемпіонат Південної Америки 1956 року, де парагвайці зайняли 5 місце, провів на турнірі 1 матч. У 1958 році він бав участь у чемпіонаті світу 1958 року у Швеції, де зіграв у всіх 3 матчах групового турніру. У 1959 році Аревало брав участь у Чемпіонат Південної Америки в Аргентині, де зіграв у 3 матчах. Усього в складі збірної зіграв у 29 матчах.
Едельміро Аревало помер 3 січня 2008 року.

## Титули і досягнення
- Бронзовий призер Чемпіонату Південної Америки: 1959 (Аргентина)